# Disk II

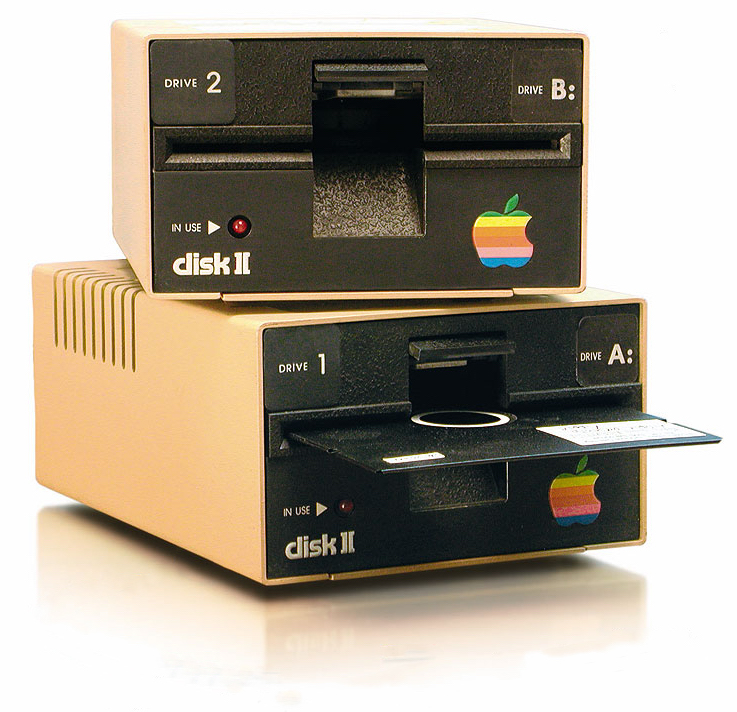
Disk II

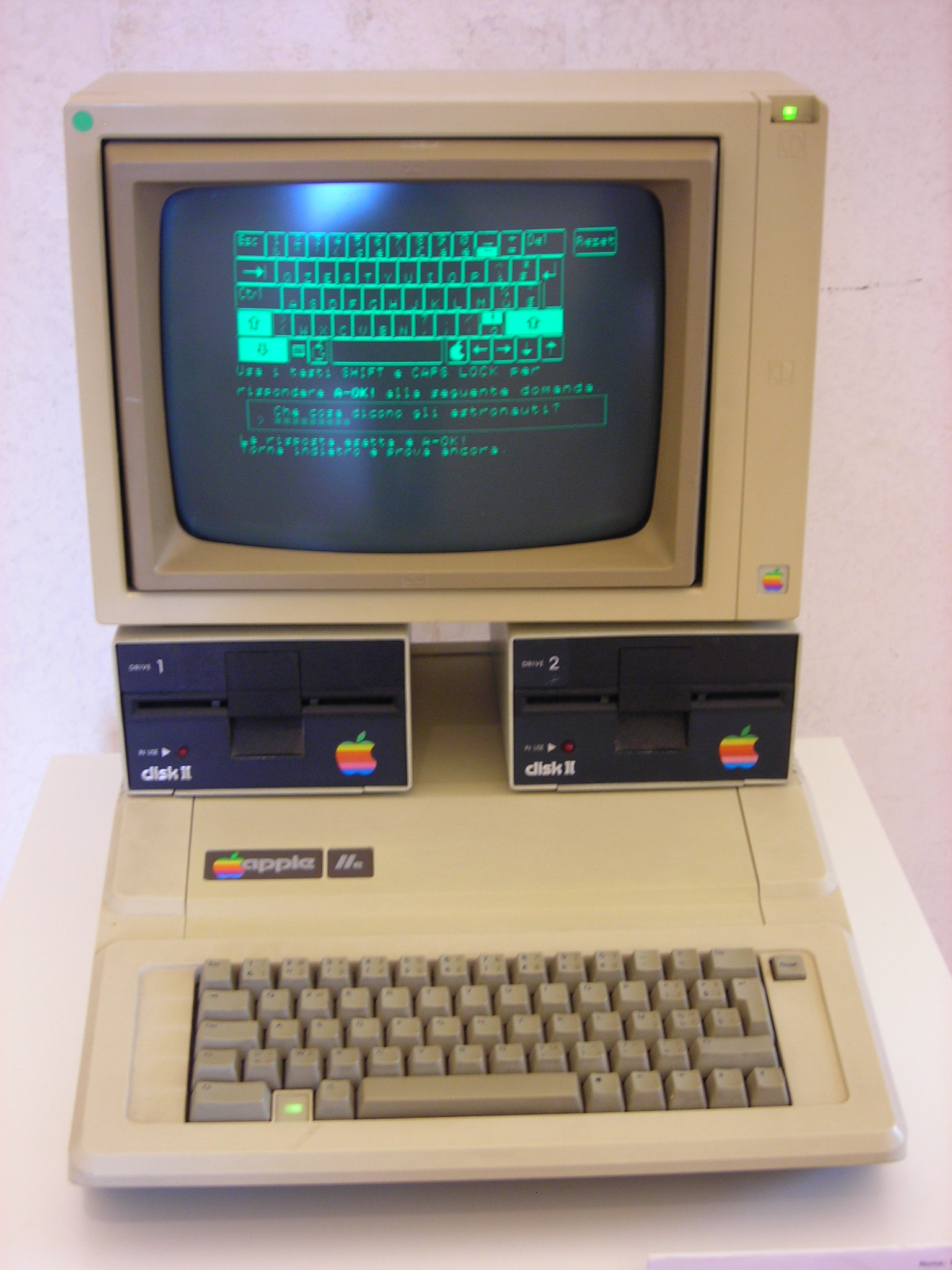
Un Apple IIe con monitor e 2 unità Disk II

Il Disk II, indicato anche come Disk ][, nome completo Apple Disk II Floppy Disk Subsystem,è un'unità per floppy disk sviluppata dalla Apple Inc. per i suoi computer Apple II. Progettata da Steve Wozniak in collaborazione con Randy Wigginton, l'unità è in grado di leggere e scrivere su floppy disk da 5"¼. È stata presentata al Consumer Electronics Show nel mese di gennaio del 1978 ed è stata messa in commercio nel mese di luglio dello stesso anno.

## Storia
L'Apple II era stato messo in commercio nel 1977 e stava vendendo molto bene. Era un computer compatto e, come i diretti concorrenti dell'epoca, il TRS-80 ed il PET, salvava e leggeva i dati da comuni ed economici registratori a cassette. Il TRS-80 ed il PET avevano però una gestione migliore delle informazioni salvate sui nastri: il TRS-80 ad esempio, nonostante avesse un sistema più lento, permetteva di gestire sia i programmi che i dati sullo stesso nastro. Il sistema usato da Apple era invece fonte di problemi: l'utente doveva regolare molto accuratamente il volume del registratore pena l'impossibilità di leggere dal nastro i dati salvati o la quasi certezza della memorizzazione errata di quelli da registrare. Un altro limite dell'uso delle cassette era che per rintracciare i file non c'era altro sistema che affidarsi al contagiri del registratore e annotarsi dove un programma iniziava e finiva, per non sovrascriverlo. Infine, il problema comune a tutti i registratori era l'estrema lentezza del trasferimento dei dati: per caricare un programma anche piccolo occorrevano diversi minuti. Lo stesso presidente di Apple, Mike Markkula, nel mese di dicembre del 1977 fece presente ad una riunione dei vertici societari che uno dei primi obiettivi di Apple era quello di introdurre una periferica in grado di gestire i floppy disk, molto più capienti, veloci e pratici delle cassette: Markkula aveva infatti in uso un programma per la gestione dei libretti degli assegni e si era reso conto di persona di quanto fosse lento il suo caricamento da nastro.
Wozniak, incaricato del compito, studiò i dettagli delle unità prodotte da Shugart Associates, la società fondata da Alan Shugart che aveva messo in commercio le prime unità per i floppy disk da 5"¼, e vide che queste utilizzavano un sistema basato su un foro nel disco per trovare la traccia zero, la prima traccia da cui cominciare a contare le piste sul disco. Steve Jobs voleva un'unità a dischi che costasse poco, e Wozniak pensò che se avesse utilizzato un diverso sistema per orientarsi sul disco avrebbe potuto eliminare tutta la parte hardware del disco che gestiva il foro di allineamento. Jobs chiese a Shugart Associates una tale unità e loro fornirono una versione derivata dal loro microdrive SA400 che chiamarono SA390, fornendone venticinque esemplari ad Apple per i test. Quando questi arrivarono, Wozniak ed i suoi collaboratori si accorsero che alcuni non funzionavano e li aggiustarono prima di lavorare su di essi. Alla fine Wozniak trovò il modo di indicizzare il disco senza utilizzare il foro di allineamento e, quindi, la relativa elettronica di controllo. Quando Jobs tornò a Shugart Associates per piazzare l'ordine, scoprì che i drive SA390 in realtà non erano in produzione: pensando che gli ingegneri di Apple non sarebbero riusciti nella loro impresa, Shugart aveva fornito a Wozniak degli SA400 difettosi. Jobs dovette quindi ordinare i modelli SA400.
Wozniak chiese a Randy Wigginton di aiutarlo a scrivere un DOS per gestire le nuove unità: i due lavorarono durante tutte le festività natalizie del 1977 perché la periferica doveva essere presentata al successivo Consumer Electronics Show che si sarebbe tenuto la prima settimana di gennaio del 1978. Arrivati a Las Vegas il giorno prima della fiera, lavorarono tutta la notte per completare il DOS. Terminarono il lavoro la mattina dell'esibizione, non senza problemi: alle 6:00, durante un backup di sicurezza, si accorsero di aver accidentalmente copiato i dati del disco vuoto sopra al disco contenente l'unica copia del DOS. Fortunatamente riuscirono a recuperare i dati ed alle 7:30 il lavoro fu terminato.
Il Disk II fu mostrato con un DOS molto rudimentale: esso infatti accettava solo 4 comandi e permetteva solo di accedere a file scritti in posizioni fisse sul disco: SEEK, che spostava la testina del disco ad una specifica posizione; READ, che leggeva il settore in memoria; WRITE, che scriveva su un settore del disco dalla memoria; FORMAT, per formattare il disco. Dopo la fiera, Wozniak terminò le modifiche all'unità rimuovendo prima circa una dozzina di integrati rispetto ai 40 presenti sull'SA400 originale e poi scendendo a soli 8 nel progetto definitivo. Wozniak riuscì anche ad aumentare il numero di settori per traccia e ad incrementare la densità di memorizzazione dei dati utilizzando il sistema Group Code Recording (GCR) al posto di quello FM utilizzato dalle unità di Shugart. Grazie a queste modifiche i dischi formattati dall'unità Disk II offrivano 113 KB di dati per faccia, 23 KB in più di quanto era disponibile sui dischi formattati dalle unità SA400 originali. Con l'hardware completo, Jobs contattò Shepardson Microsystems per scrivere un vero DOS per il Disk II. A questo lavoro fu assegnato il programmatore Paul Laughton. Le specifiche dell'interfaccia furono scritte da Wigginton, a cui Laughton riconobbe in seguito la genialità dell'idea di rendere accessibili i comandi per gestire il Disk II direttamente da BASIC piuttosto che da interfaccia a riga di comando come nel CP/M:
(Paul Laughton)
Il Disk II fu messo in vendita nel mese di luglio del 1978 al prezzo di 595 dollari, cifra comprensiva della scheda elettronica da inserire nell'Apple II per poter gestire l'unità a dischi (la scheda poteva gestire fino a 2 unità). Apple effettuò anche una prevendita del Disk II: a chi lo avesse acquistato prima dell'effettiva commercializzazione, avrebbe offerto tutto al prezzo di 495 dollari. Insieme al Disk II fu rilasciata anche la prima versione dell'Apple DOS, il DOS sviluppato da Shepardson. In seguito, per ridurre i costi di produzione, Apple passò come base per i suoi Disk II dalle unità a dischi di Shugart a quelle della giapponese Alps Electric Company.

## Caratteristiche tecniche
Fino alla versione 3.2.1 dell'Apple DOS i dischi venivano formattati con il formato Apple 13 sector disk, così detto perché creava 13 settori per traccia, ognuno di 256 byte. Le tracce erano 35 per faccia ed i byte totali erano 116.480, circa 113,75 KB, ma non tutti erano resi disponibili all'utente: il DOS utilizzava una traccia per il catalogo (la directory) dei file e, se il disco era avviabile, altre 3 tracce per il codice di avvio. Il catalogo poteva contenere fino ad 82 file.
L'Apple DOS 3.3 introdusse il supporto al nuovo formato Apple 16 sector disk, con 16 settori per traccia, per un totale di 143.360 bytes (ca. 140 KB): per supportare il nuovo formato la ROM delle unità Disk II in circolazione doveva essere sostituita.

## Accoglienza
Il Disk II fu commercialmente un affare incredibile e fu anche uno dei motivi che rese l'Apple II un computer di successo. Frank Rose, nel suo libro West Of Eden, scrive:
(Frank Rose)